# おーバス

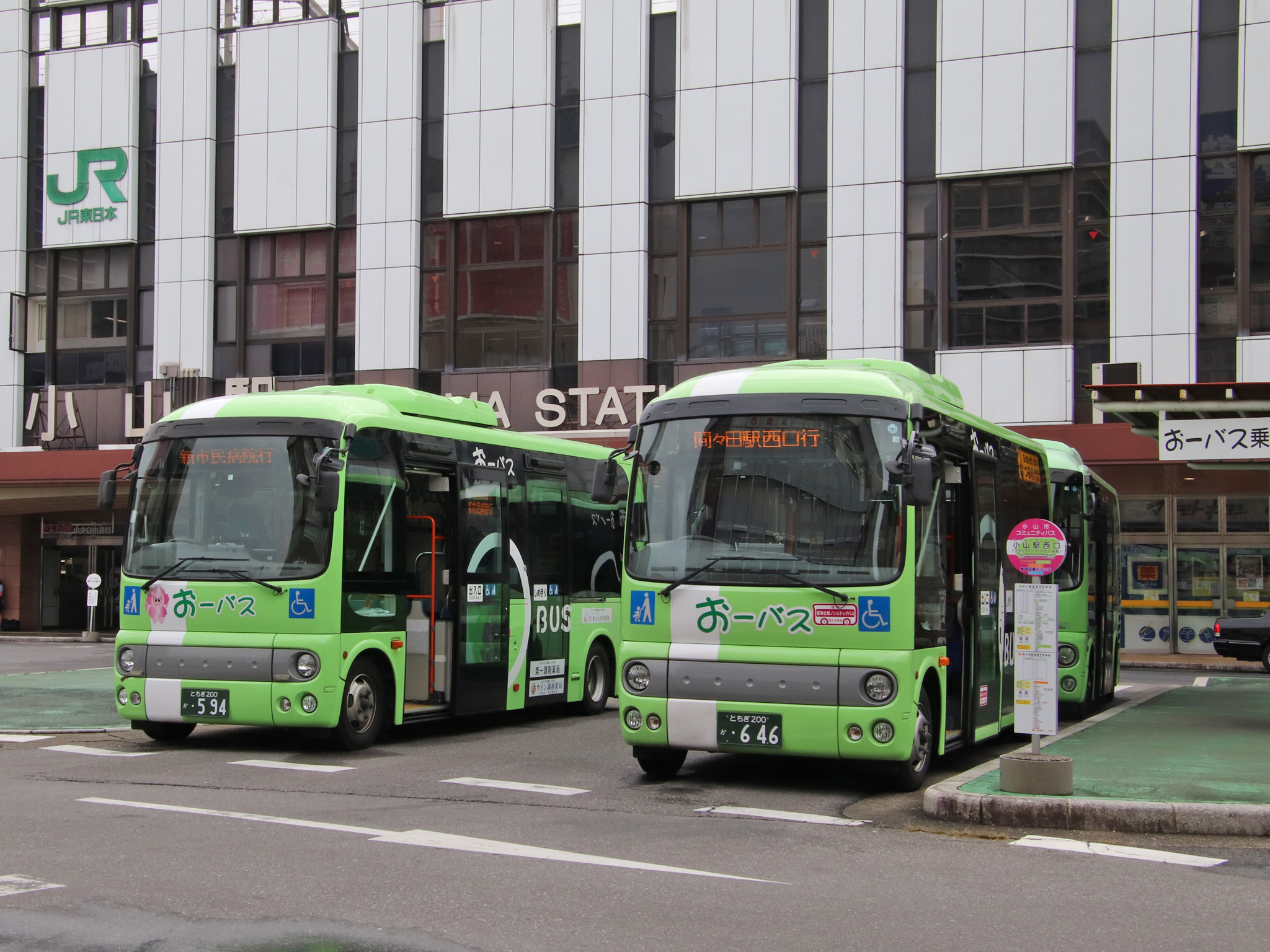
おーバス（小山駅西口にて）

小山市コミュニティバス「おーバス」は、栃木県小山市が運行するコミュニティバスである。運行事業者は、小山中央観光バス・友井タクシー・大山タクシー・関東自動車の4社である。段階的に路線の再編が行われ、現在は市街地とその周辺が路線バス、それ以外の地区はデマンドバスという運行形態になっている。
本項では、2019年（平成31年）3月13日より運行を開始した、野木町・栃木市内を運行区間に含む広域公営バス「渡良瀬ライン」 についても扱う。

## 概要
関東自動車が運行する小山駅東口発着の路線は、同社が直営で運行する一般路線であるが、後述する回数券と全線定期券「おーバスnoroca」の共通利用開始以降は、小山市公式サイトでは特に明記されておらず、旅客案内上はこの2路線もおーバスの扱いとなっている。なお、回数券とおーバスnorocaが利用できなかった2021年4月以前は、小山市公式サイトで「小山駅東循環線は、関東自動車株式会社が運行している民間路線バス」と明記されていた。
デマンドバスは、原則的に運行エリア内の住民または企業が、事前に利用登録をした上で電話予約をして利用する。詳細は小山市公式サイト「デマンドバス」を参照のこと。

### 広域公営バス「渡良瀬ライン」
2019年2月に小山市と栃木市の共同発表で相互のコミュニティバスの乗り入れが発表され、そのうちの1つとして栃木市ふれあいバスの部屋線と、路線新設する「渡良瀬ライン」を渡良瀬遊水地北辺の堤防上にある栃木市の部屋南部桜づつみ公園で接続する計画が明らかにされた。県内初の広域公営路線バスとして、同年3月13日より運行が開始され、同日には部屋南部桜づつみ公園にて記念式典が行われた。2020年3月28日には、部屋南部桜づつみ公園で運行開始1周年記念式典が行われた。
2023年（令和5年）10月1日現在、小山市公式での各種案内は、広域公営バスと区別せずおーバスの1路線として扱われていること、小山市内で運行が完結する系統が設定されていることから、以下の項目では特に区別しないこととする。

## 沿革
- 2002年（平成14年）2月1日 - 駅東地区で100円ワンコイン循環バスの実験運行を開始（左回り・右回りの2路線）[9][10][11]。
- 2003年（平成15年）
  - 4月1日 - 小山駅東循環バスを左回り1路線に再編[12]。
  - 10月1日 - 小山駅東循環バスを塚崎住宅まで延伸[12]。
- 2004年（平成16年）
  - 3月1日 - 小山駅西循環バスの実験運行を開始（北コース・南コースの2路線）[13]。
  - 4月1日 - 小山駅東循環バスを本格運行へ移行（小山駅東口循環線の運行開始）[14][11]。
- 2005年（平成17年）
  - 4月1日 - 小山駅西循環バス北コースを小山温泉思川まで延伸[15]。
  - 7月1日 - 地域コミュニティバス（中・寒川・間々田・生井・南間々田の各路線）の実験運行を開始[16]。
- 2006年（平成18年） 7月1日 - 城東・中久喜循環バスの実験運行を開始[17]。
- 2007年（平成19年） 10月1日
  - 小山駅西循環バスを羽川循環バスと間々田循環バスに分割[13]。
  - 地域コミュニティバスの実験運行を開始（思川豊田路線）[16]。
  - 地域コミュニティバスの経路変更を実施（中・寒川・生井各路線）[16]。
  - 地域コミュニティバス運行終了（間々田・南間々田各路線）[16]。
- 2008年（平成20年）
  - 3月1日 -  地域コミュニティバスの実験運行を開始（桑絹北・桑絹南・大谷東・大谷西各路線）[18]。
  - 3月31日 - 市内民間バス（関東自動車）の路線廃止[19]。
  - 7月1日 - 城東・中久喜循環バスに高岳コースを新設[17]。
- 2009年（平成21年）4月1日 - 間々田循環バス・地域コミュニティバス（中・寒川・生井各路線）と、小山中央観光バス運行の間々田東循環バスの経路変更を実施（しらさぎ館まで路線延長）[20]。
- 2010年（平成22年）10月1日
  - 全線で運賃改定を実施（大人運賃：200円均一）[21]。
  - 羽川循環バスを羽川線に、間々田循環バスを間々田線に路線名を改称[22]。
  - 市民病院線の実証運行を開始[23]。
  - 城東中久喜循環バスを高岳線、城東中久喜線、大谷中央線、土塔平成通り線の4路線に再編[24]。
  - 地域コミュニティバス（桑絹北・桑絹南・大谷東・大谷西各路線）運行終了[25]。
  - デマンドバス東部エリア（桑絹エリア・大谷エリア）の実証運行を開始[25]。
  - 間々田東循環バスをおーバスに編入（間々田東西線の運行開始）[26]。
  - 小山駅東口循環線でダイヤ改正を実施[12]。
- 2011年（平成23年）10月1日
  - 間々田東西線の経路変更を実施（しらさぎ館への乗り入れを廃止）[26]。
  - 思川駅線・道の駅線の実証運行を開始[27]。
  - デマンドバス西部エリア（豊田エリア・中穂積エリア・寒川生井エリア）の実証運行を開始[25]。
  - 地域コミュニティバス（思川豊田・中・寒川・生井各路線）運行終了[27]。
- 2016年（平成28年）
  - 1月4日 - 新小山市民病院移転に伴い、小山駅東口循環線の経路変更、間々田東西線の路線延伸を実施、市民病院線の新市民病院ルートと小山駅東口・新市民病院循環線の運行を開始[28][29]。
  - 4月1日 - 羽川線の経路変更を実施（桑市民交流センター「マルベリー館」への乗り入れ開始）[22]。
  - 7月1日 - 市民病院線でダイヤ改正を実施[30]。
- 2017年（平成29年）
  - 4月1日 - 羽川線でダイヤ改正を実施[30]。
  - 10月1日
    - 高岳線・城東中久喜線・大谷中央線・土塔平成通り線の車両大型化を実施[24]。
    - 土塔平成通り線・間々田東西線のダイヤ改正と経路変更を実施[31]。
    - 大谷中央線・羽川線のダイヤ改正を実施[32]。
- 2018年（平成30年）4月1日
  - 道の駅線の経路変更、思川駅線のダイヤ改正を実施[27]。
  - デマンドバス大谷中南部・間々田東部エリアの運行時間延長と運行エリアを拡大[25]。
  - 道の駅線の臨時便運行を実施（小山駅西口～いちごの里間）[27]。
  - 栃木ゴールデンブレーブス試合開催時の臨時便運行を開始（小山駅東口～小山運動公園間）[33][30]。
- 2019年（平成31年・令和元年）
  - 3月13日 - 渡良瀬ライン（広域公営バス）の運行を開始[1][4][8][30]。
  - 10月1日 - マイナンバーカード所有者を対象に全線定期券「おーバスnoroca」の発行を開始[34][30]。
- 2020年（令和2年）
  - 4月1日
    - 小山駅西口～おやまゆうえんハーヴェストウォーク～小山温泉思川間の無料送迎バスをおーバスに編入（ハーヴェストウォーク線の運行開始）[35][36]。
    - 市民病院線の旧市民病院ルートを廃止し、路線名を新市民病院線に改称[37]。

  - 8月26日 - 小山駅東口～小山運動公園間の臨時便運行終了[38]。
  - 10月1日
    - ハーヴェストウォーク線の小山駅西口バス停を駅前ロータリー内に移設[39][36]。
    - 土塔平成通り線の路線延伸（関東能開大正門～横倉公民館間）・ダイヤ改正を実施[39][36]。
    - 大谷中央線・羽川線でダイヤ改正、一部路線でバス停新設と名称変更を実施[39][36]。
- 2021年（令和3年）
  - 3月21日 - 関東自動車運行路線で、地域連携ICカード「totra」の取扱を開始[40]。
  - 4月1日 - おーバス回数券と全線定期券「おーバスnoroca」の取扱を関東自動車運行路線にも拡大[41][36]。
  - 10月1日
    - 全線定期券「おーバスnoroca」に、LINEを活用したモバイル定期券「スマホde noroca定期券」を導入[42][43][36]
    - 高岳線のダイヤ改正を実施[42][36]。
    - 小山駅東口循環線と小山駅東口・新市民病院循環線の一部経路変更とダイヤ改正を実施[42][44][36]。
- 2022年（令和4年）実証運行された自動運転バス

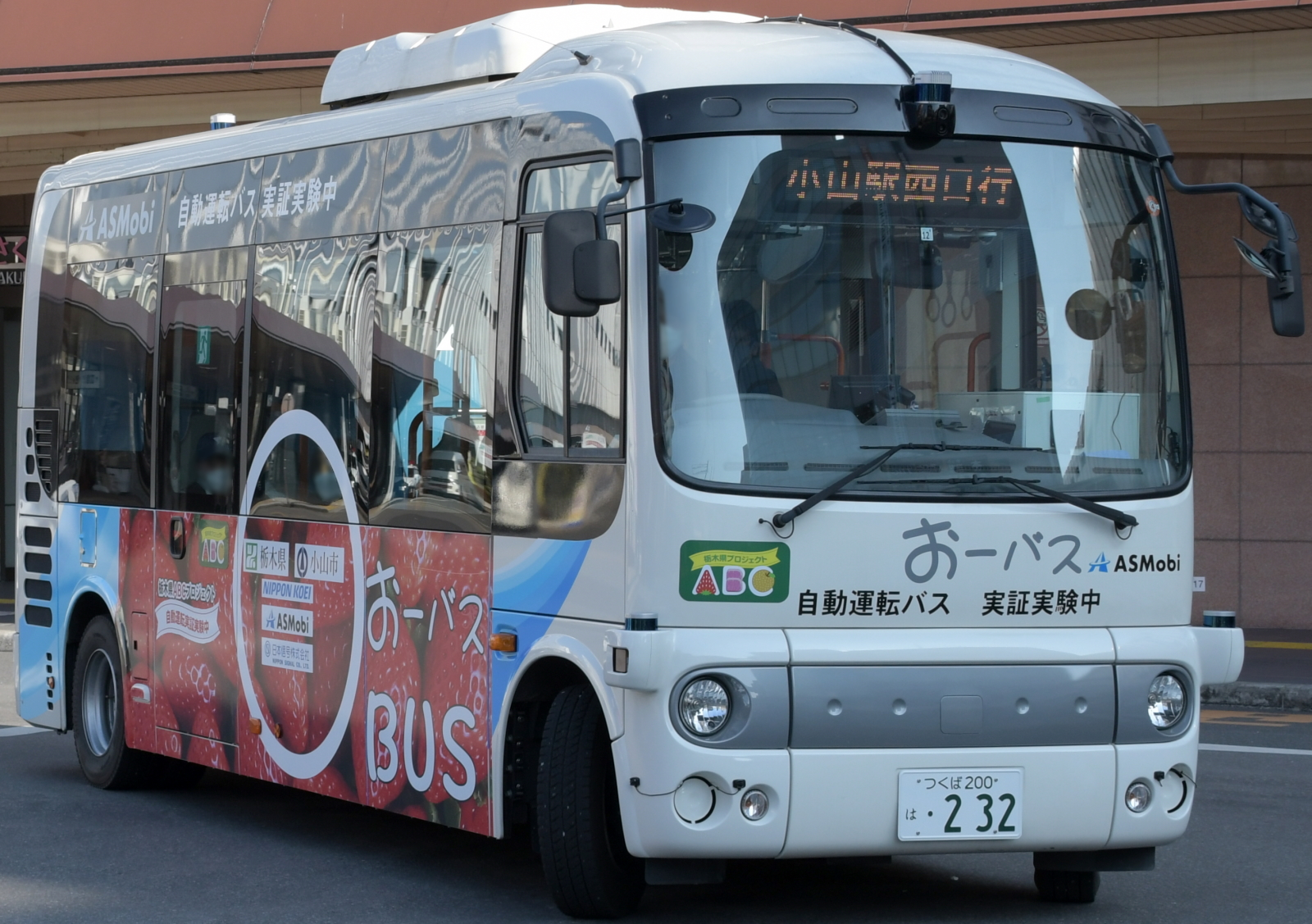
実証運行された自動運転バス

  - 1月16日 - 栃木県ABCプロジェクトの一環として、小山駅西口～白鷗大学間で自動運転バスの実証実験を実施（1月29日まで）[45]。
  - 2月1日 - 回数券にLINEを活用したモバイル回数券「スマホde noroca回数券」を導入[36]。
  - 10月1日 - 小山駅東口循環線と小山駅東口・新市民病院循環線のダイヤ改正を実施[46]。
- 2023年（令和5年）
  - 10月1日
    - 小山駅東口循環線を城南循環線に改称、従来の左回りは一部経路変更とダイヤ改正を実施、新たに右回りの運行を開始[47][48]。
    - 小山駅東口・新市民病院循環線を城南・新市民病院線に改称、循環運行から往復運行に変更[47][48]。
    - 間々田東西線、渡良瀬ラインの経路変更とダイヤ改正を実施[47]。
- 2024年（令和6年）
  - 10月1日
    - 高岳線、城東中久喜線、新市民病院線、間々田東西線、城南・新市民病院線でダイヤ改正を実施[49][50]。
    - 一部路線でバス停新設と名称変更を実施[49]。

## 運賃・乗車券類
- 路線バスは大人200円均一、小学生と65歳以上は100円、未就学児は無料。関東自動車の運行路線でも同じ運賃体制を採用。
- デマンドバスは300円、小学生と65歳以上は200円、未就学児は無料。
  - 小山駅とデマンドバス乗継拠点にて他路線への乗継券が発行され、2回目の運賃は100円割引になる。ただし、関東自動車運行路線相互間の乗継には使用できない。
  - 身体障害者手帳または療育手帳を所持し介護が必要な第一種認定者と同乗する介護者は無料（手帳を所持する本人は通常通りの運賃を支払う）。
  - 2021年1月4日のシステム運用停止まで、関東自動車運行路線で栃木県内共通バスカードが利用できた。
  - 2021年3月21日より、栃木県域で地域連携ICカード「totra（トトラ）」が導入されたことにより、関東自動車運行路線でtotraをはじめ、交通系ICカード全国相互利用サービス対応のICカードが使用できるようになった。その他の路線では利用不可。

### 回数券・定期券
- 紙式回数券は、各路線のバス車内（ただし関東自動車運行路線を除く）とまちの駅「思季彩館」で発売。デマンドバスや関東自動車運行路線でも利用可能。
- 2022年2月1日より、無料通信アプリLINEを活用したモバイル回数券を導入[51]。
- 関東自動車運行路線を除く路線別の紙式定期券は、まちの駅「思季彩館」にて発売。
- 関東自動車運行路線の定期券は、関東自動車小山営業所で発売。ICカードtotraに発行する[52]。

### おーバスnoroca
- 2019年10月1日より、マイナンバーカード所有者を対象に割引率が高い全線共通定期券「おーバスnoroca」を販売期間限定で新設。当初は関東自動車の路線では使用不可だったが、利用者からの要望が多いため地域交通会議での承認と小山市議会での議決を経て[53]、2021年4月1日より関東自動車運行路線でも利用可能となった。
- 小山市まちの駅「思季彩館」にて販売および払い戻し手続きができる。
- 販売期間は当初は1年間としていたが、1年延長を繰り返した後[39]、2022年現在も発売されている。また、2021年10月1日以降は、マイナンバーカードなしで購入できるようになった。
- 2021年10月1日より、全国初となる無料通信アプリLINEを活用したモバイル定期券を導入した[42][43]。

## 路線

### おーバス
小山市が定義・公表している路線番号順に掲載。
主要経由地の太字は、起終点となる便がある停留所を示す。

#### 羽川線
路線番号：1
- 小山駅西口 - 結城街道入口 - 小平産業前 - 喜沢南 - 扶桑団地 - 羽川小学校前 - 小金井駅西口
- 小山駅西口 - 結城街道入口 - 小平産業前 - 喜沢南 - 扶桑団地 - 桑市民交流センター前 - 小金井駅西口

友井タクシーが受託。羽川小学校経由は朝夕、桑市民交流センター経由は昼間帯に運行。

#### 間々田線
路線番号：2
- 小山駅西口 - 宮本町 - 神鳥谷二丁目 - 温水プール館前 - 小山第三小学校南 - 千駄塚 - 間々田三丁目 - 間々田駅西口

友井タクシーが受託。

#### 高岳線
路線番号：3
- 小山駅東口 - 城北5丁目 - 丸山公民館入口 - 西山公園 - イオンモール小山前 - 東光高岳北

大山タクシーが受託。

#### 城東中久喜線
路線番号：4
- 小山駅東口 → 城東5丁目 → 犬塚交差点西 → 東ニュータウン → イオンモール小山前 → 西山公園北 → 高専正門 → イオンモール小山南 → 東ニュータウン → 犬塚交差点西 → 城東5丁目 → 小山駅東口

大山タクシーが受託。

#### 土塔平成通り線
路線番号：5
- 小山駅東口 - 土塔二公民館西 -  スズヤス前 - コマツ前 - 東京鉄鋼前 - 関東能開大正門 - 横倉公民館

大山タクシーが受託。

#### 大谷中央線
路線番号：6
- 小山駅東口 → 土塔二公民館西 → 小松グリーンタウン → 小山整形外科内科 → JAおやま大谷支店前 → あいとぴあ前 → 関東能開大正門 → 小山整形外科内科北 → 小松グリーンタウン → 土塔二公民館西 → 小山駅東口

大山タクシーが受託。

#### 思川駅線
路線番号：7
- 小山駅西口 → 立木 → 思川駅 → 小山西高校 → 豊田南小学校前 → 思川駅 → 立木 → 小山駅西口

小山中央観光バスが受託。

#### 道の駅線
路線番号：8
- 小山駅西口 → 白鷗大学入口 → 下石塚 → 道の駅 → いちごの里 → 下石塚 → 白鷗大学入口 → 小山駅西口

小山中央観光バスが受託。

#### 新市民病院線
路線番号：9
- 小山駅西口 - 宮本町 - 神鳥谷二丁目 - 神鳥谷六丁目 - 消防署・警察署前 - ひととのやヴィレッジ - 新市民病院

友井タクシーが受託。

#### 間々田東西線
路線番号：10
- 光南病院 - 博物館入口 - 間々田駅西口 - 間々田駅東口 - 小山南高校 - デンソーテン入口 - 五料公民館前 - 粟宮下中 - 新市民病院
- 間々田駅東口 → 小山南高校 → デンソーテン入口 → 五料 → 谷端公園北 → 間々田駅東口

小山中央観光バスが受託。光南病院～新市民病院間は昼間帯、間々田駅東口起終点の循環系統は朝夕運行。

#### 城南循環線
路線番号：11（左回り）、12（右回り）
- 小山駅東口 - 三峯2丁目 - 城南小前 - 城南高校前 - 城南公園入口 - 愛宕前公園南 - 城南中東 - 旭小学校前 - 小山駅東口
- 小山駅東口 → 三峯2丁目 → 城南小前 → 城南高校前 → 城南公園入口 → 愛宕前公園南 → 城南中東 → あさひ保育園西 → 小山駅東口

関東自動車の直営。右回り・左回りの双方向運行。あさひ保育園西経由は朝の左回り2便のみ運行。

#### 渡良瀬ライン
路線番号：13
- 小山駅西口 - 小山市役所 - JAおやま本店前 - 温水プール館前 - 小山第三小学校南 - 千駄塚 - しらさぎ館 -間々田三丁目 - 間々田駅西口 - 博物館入口 - 光南病院 - コウノトリ交流館入口 - コウノトリ渡良瀬遊水地駅 - ラムサール渡良瀬遊水地駅
- 小山駅西口 → 小山市役所 → JAおやま本店前 → 温水プール館前 → JAおやま本店前 → 小山市役所 → 小山駅西口

大山タクシーが受託。

#### ハーヴェストウォーク線
路線番号：14
- 小山駅西口 - 城山公園入口 - 小山高校前 - ハーヴェストウォーク - 小山温泉思川

小山中央観光バスの直営。

#### 城南・新市民病院線
路線番号：15
- 小山駅東口 - （← あさひ保育園西／駅南町4丁目 →） - 城南公園入口 - 市営塚崎住宅 - 小山市立体育館前 - 新市民病院

関東自動車の直営。あさひ保育園西は新市民病院→小山駅東口方向、駅南町4丁目は小山駅東口→新市民病院方向が経由する。
各路線の車両（一例を掲載。異なる車両で運行する場合もある）

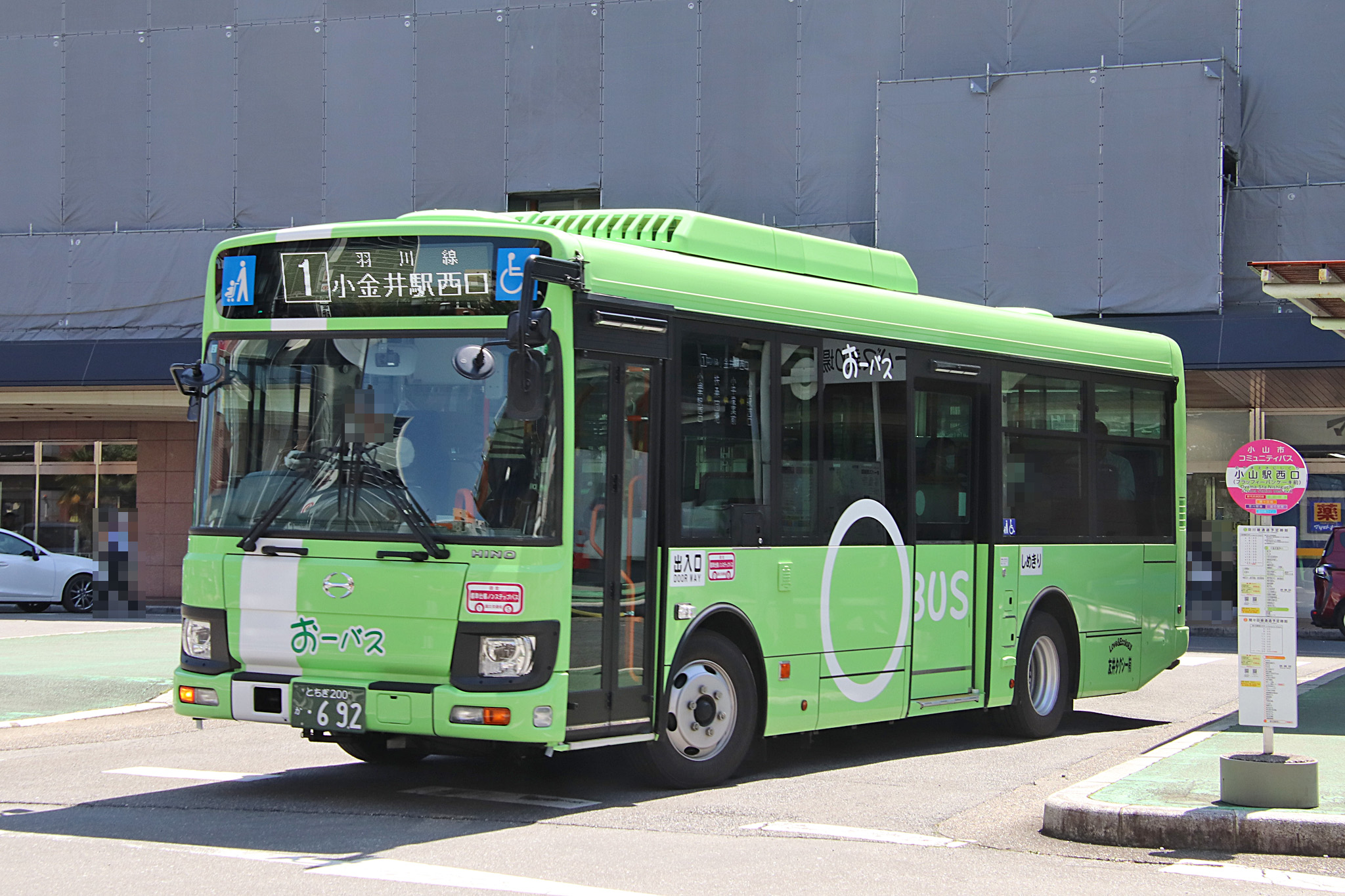
1.羽川線
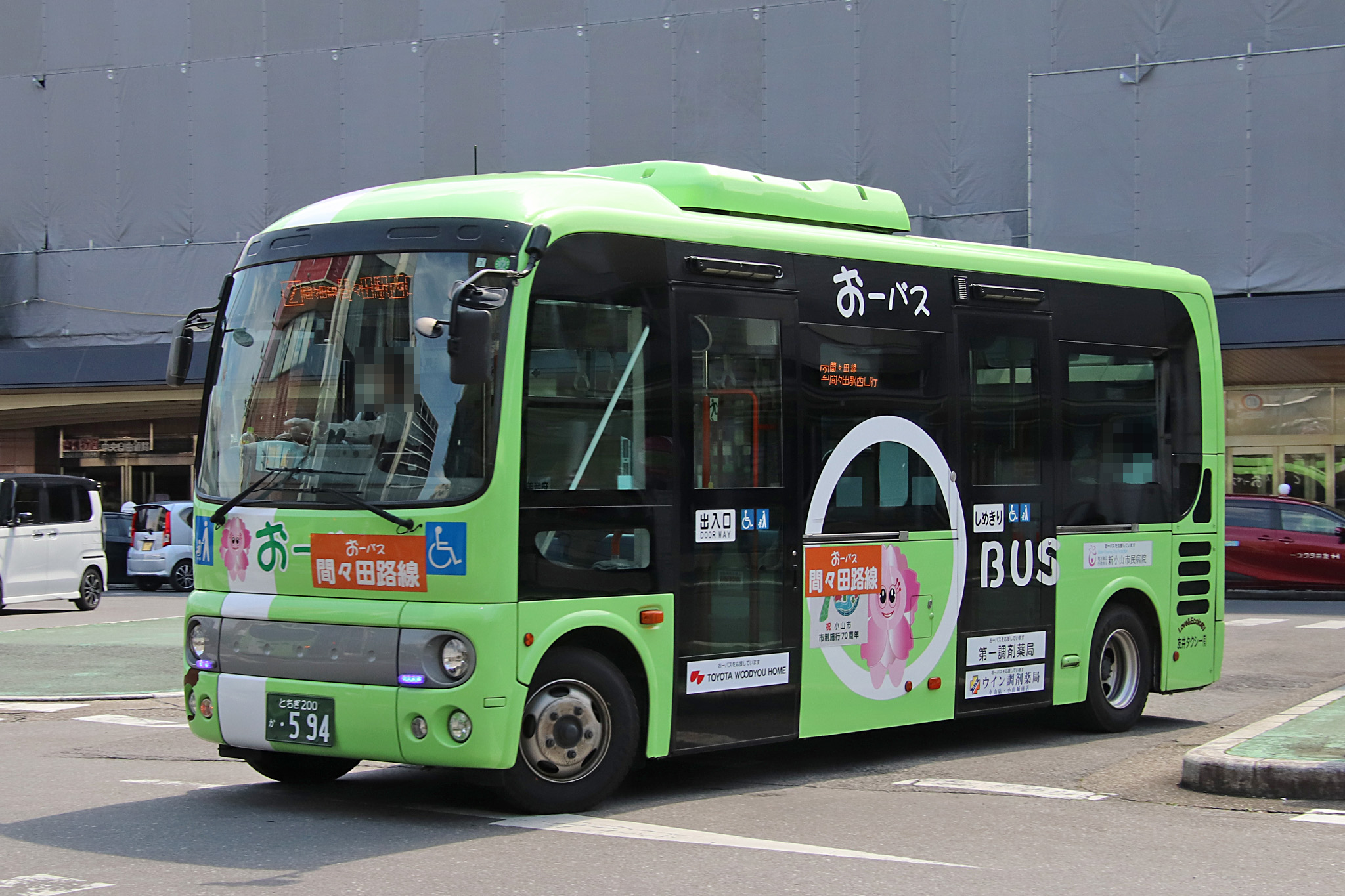
2.間々田線
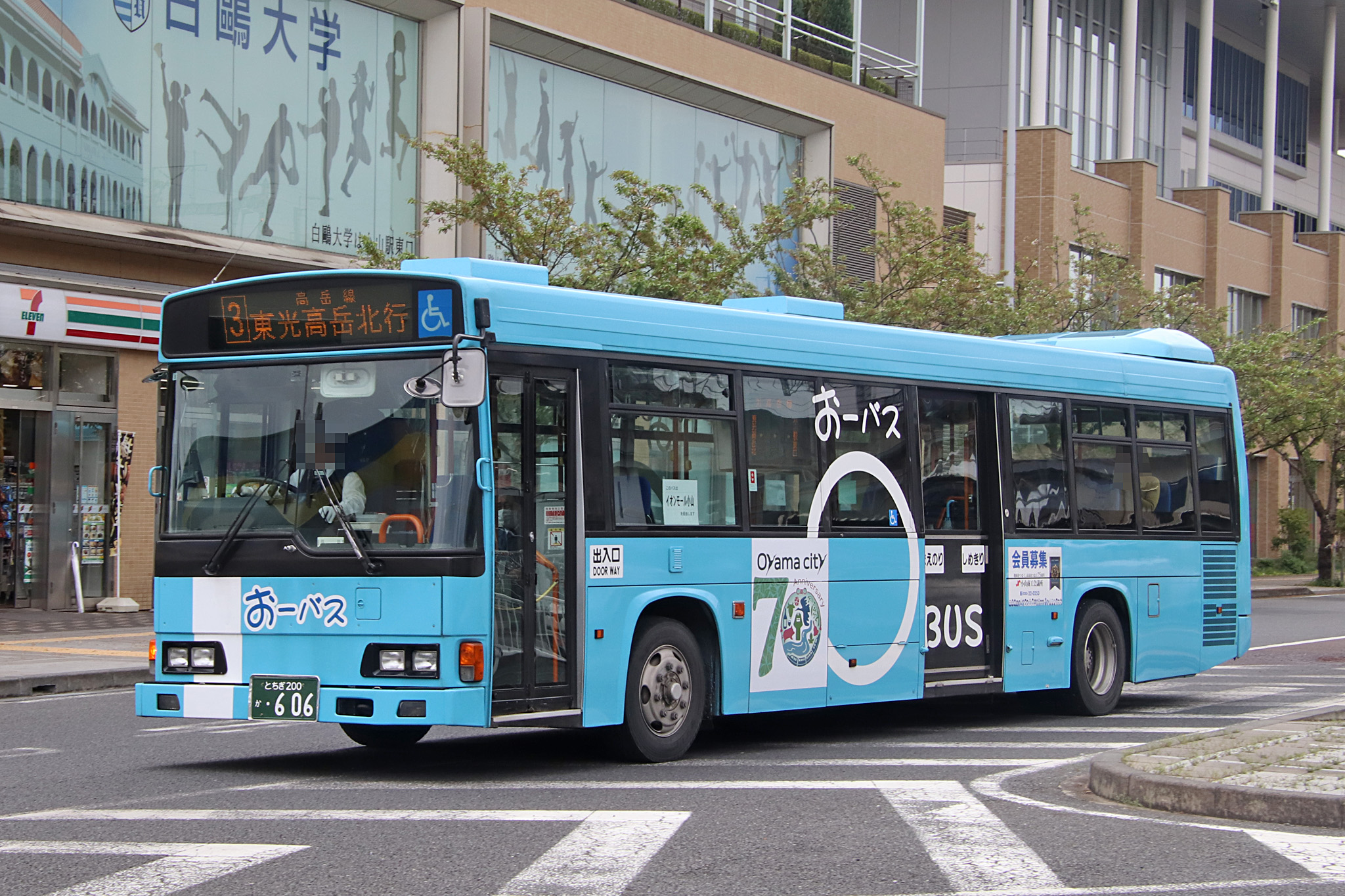
3.高岳線
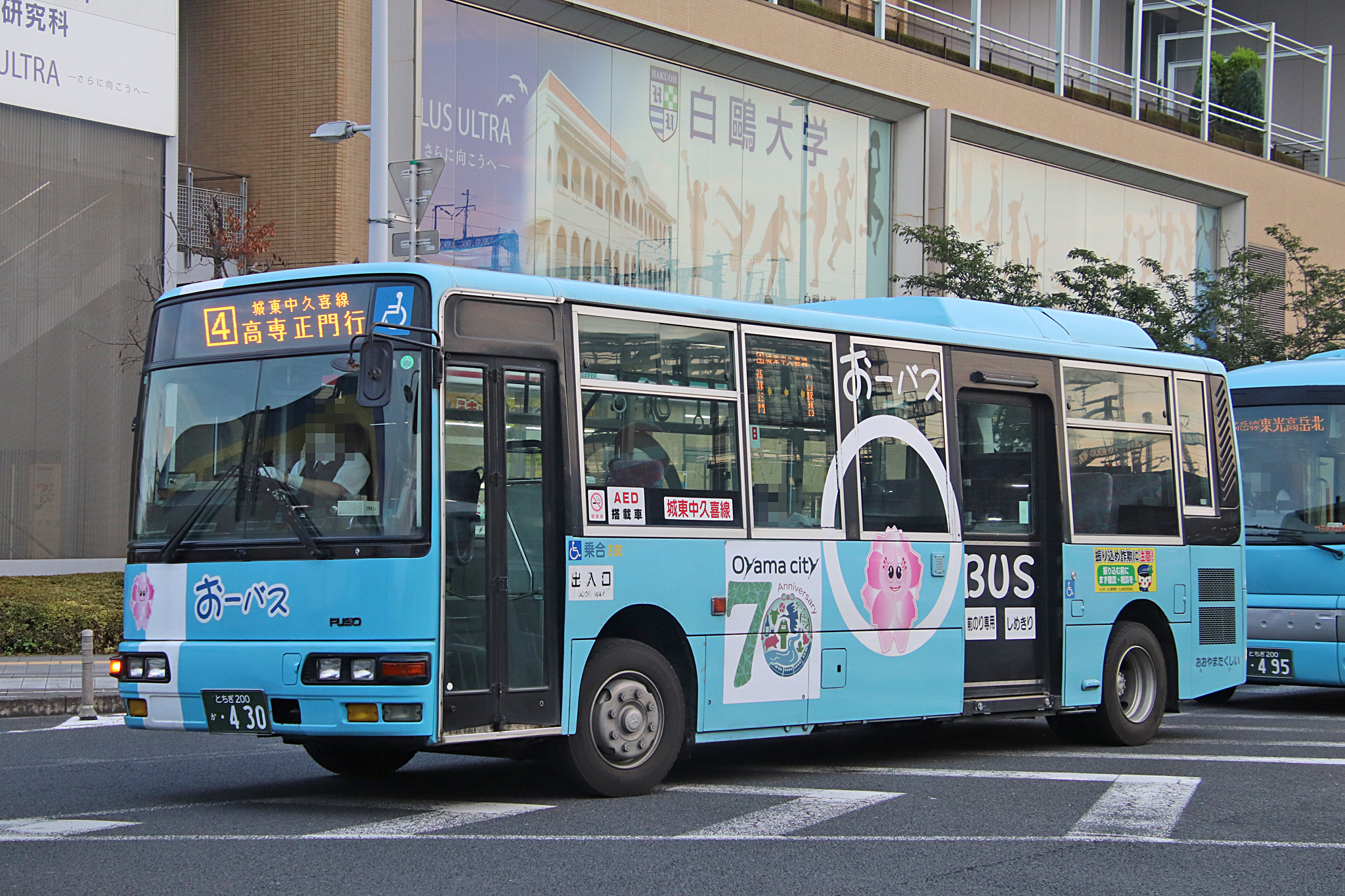
4.城東中久喜線
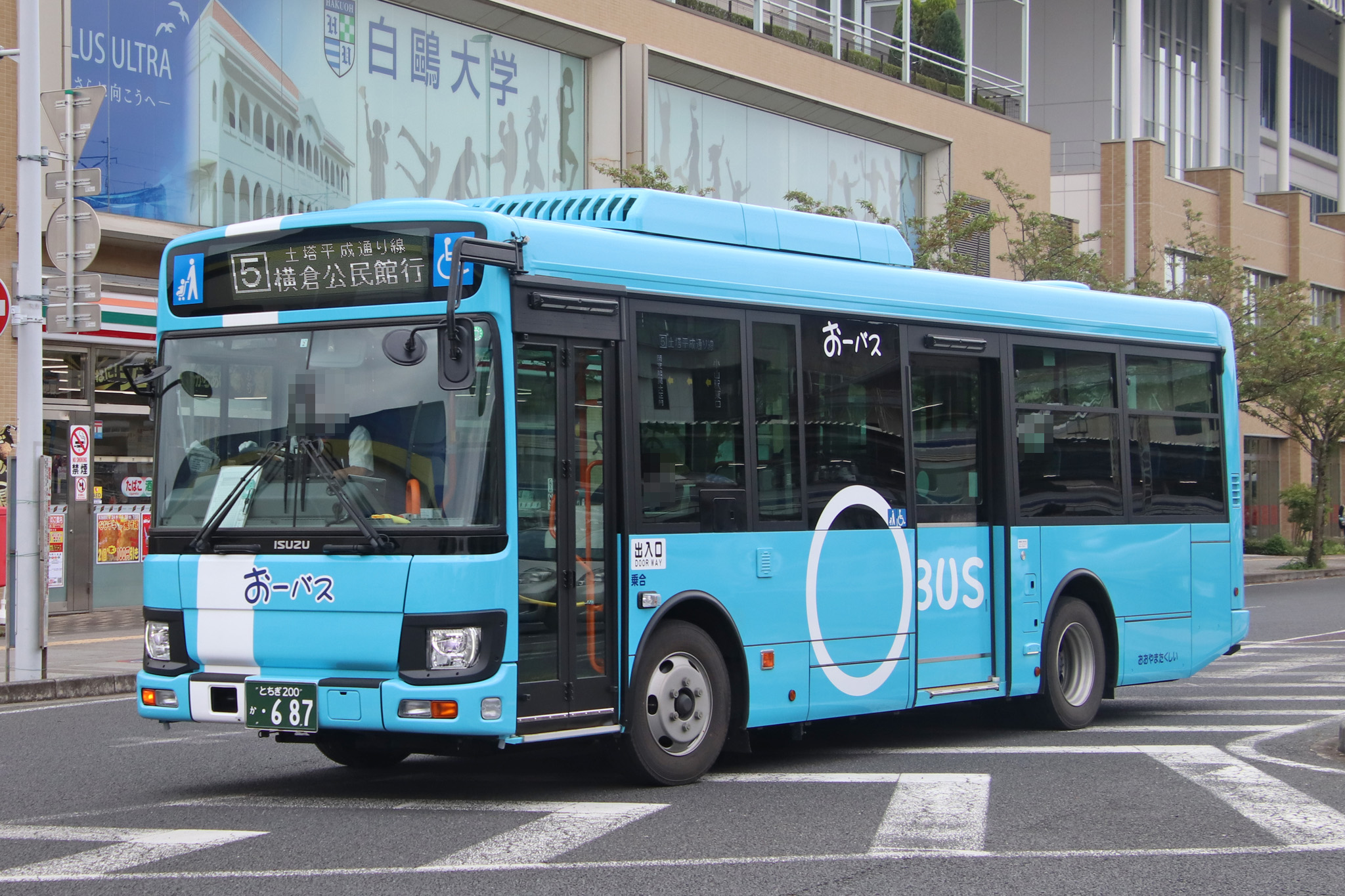
5.土塔平成通り線
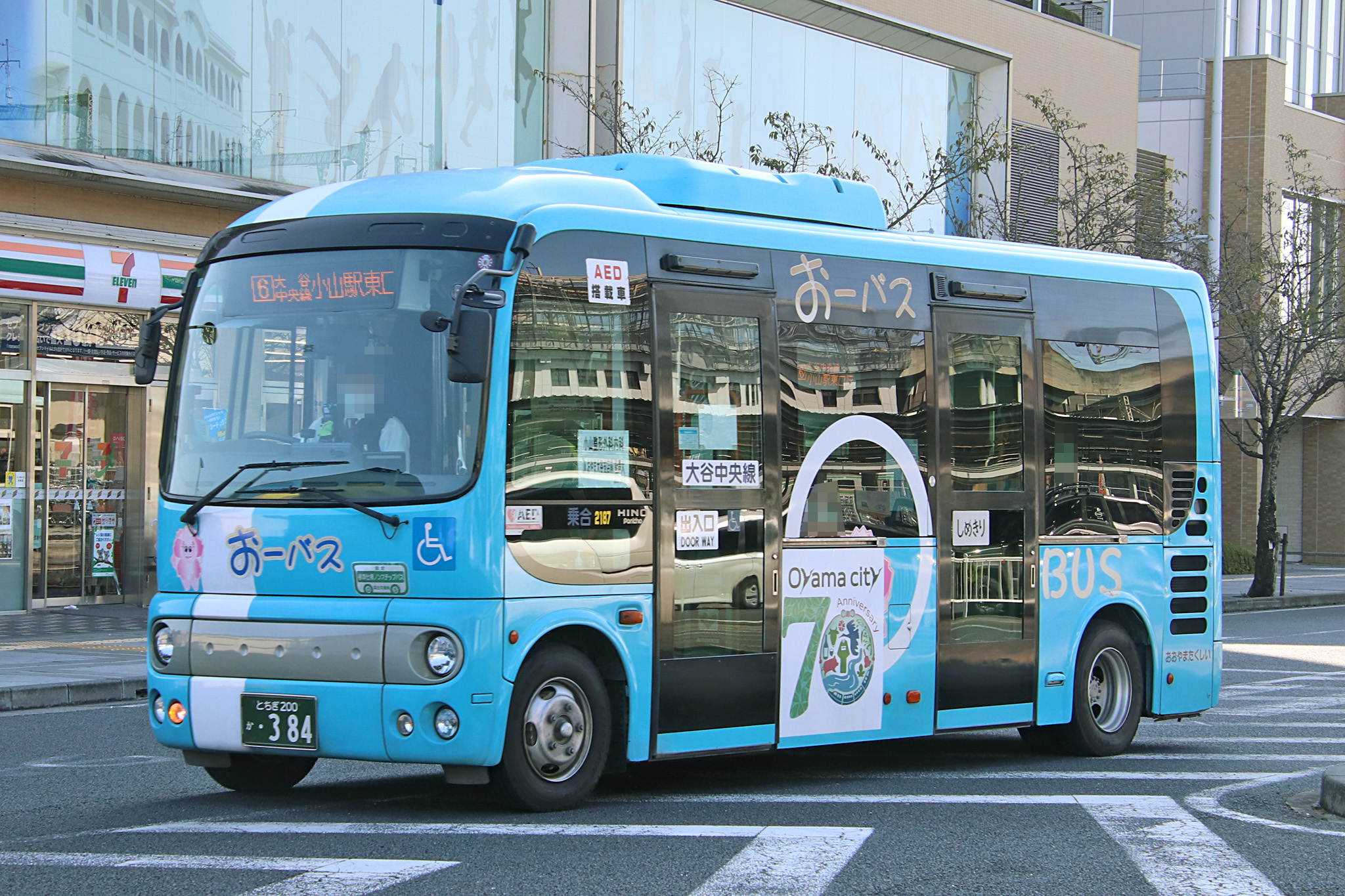
6.大谷中央線
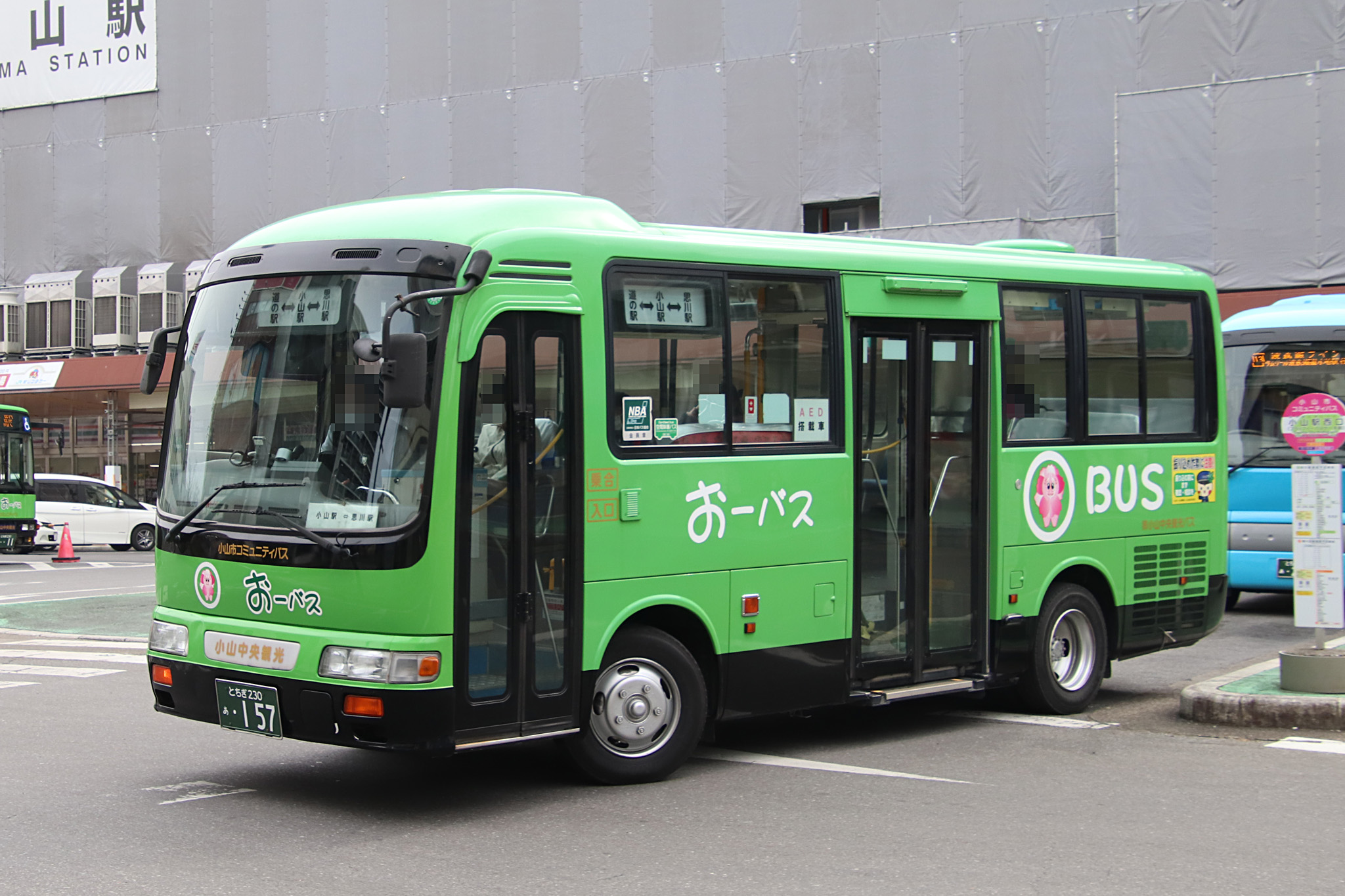
7.思川駅線／8.道の駅線
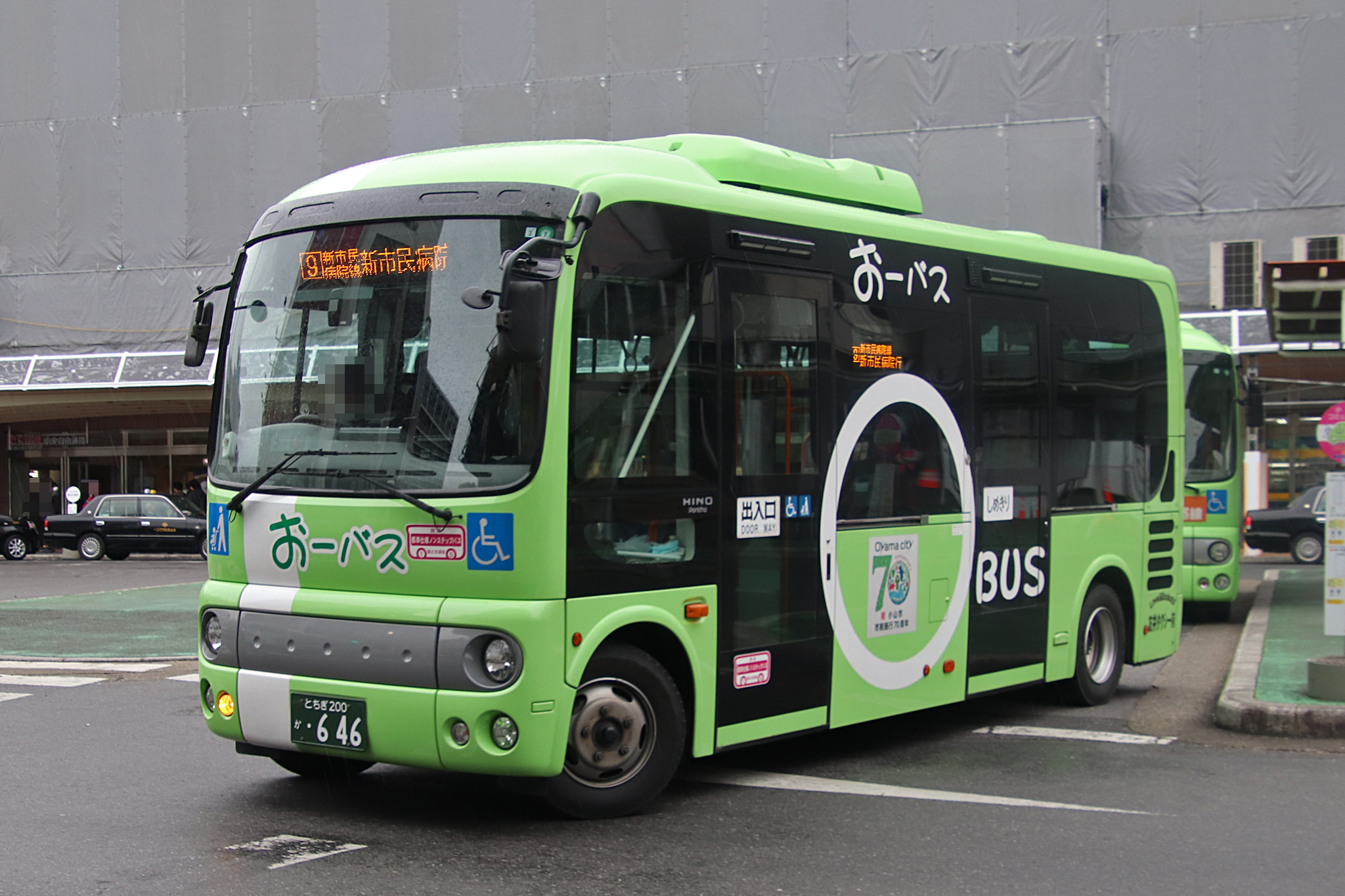
9.新市民病院線
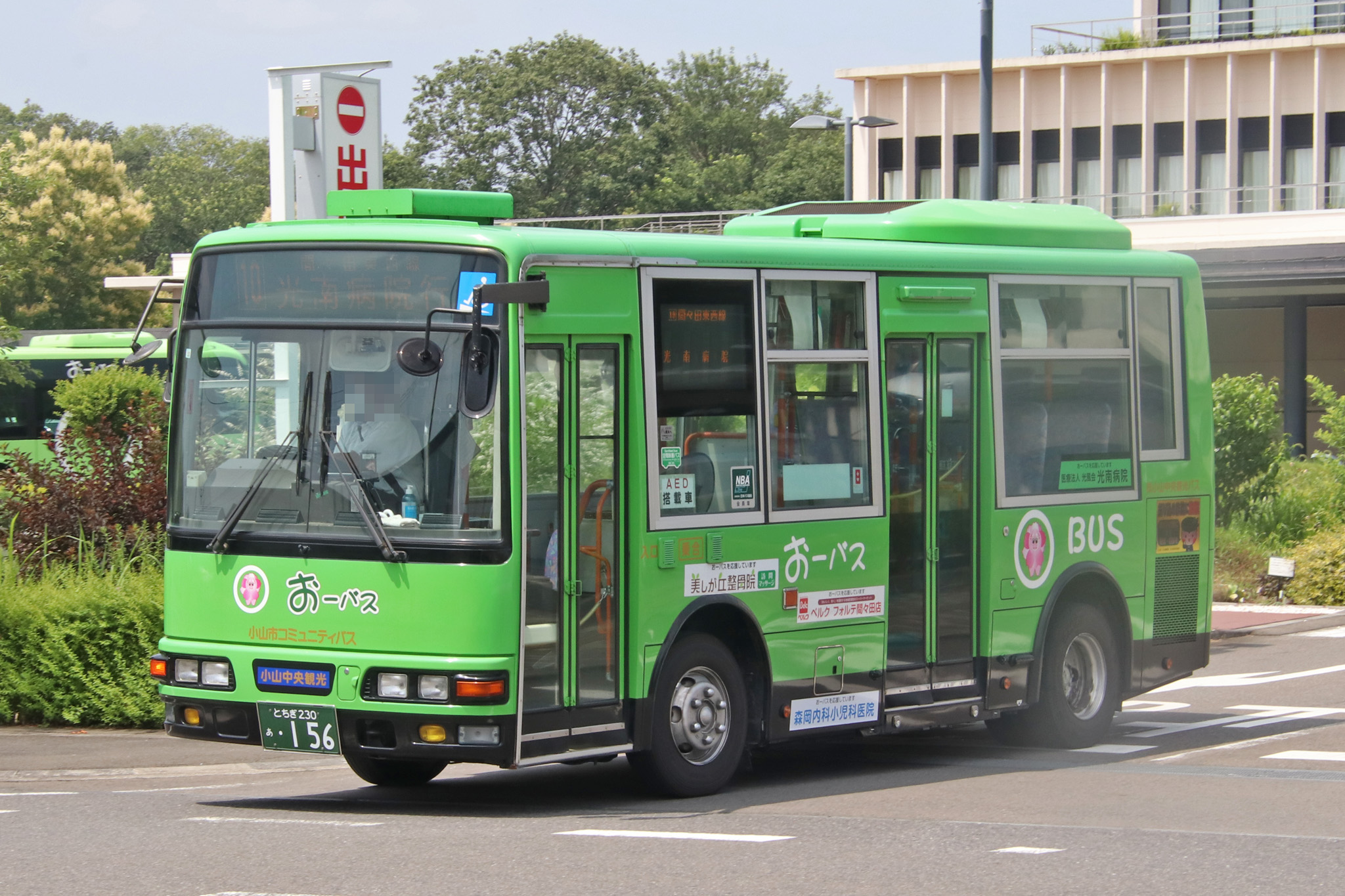
10.間々田東西線
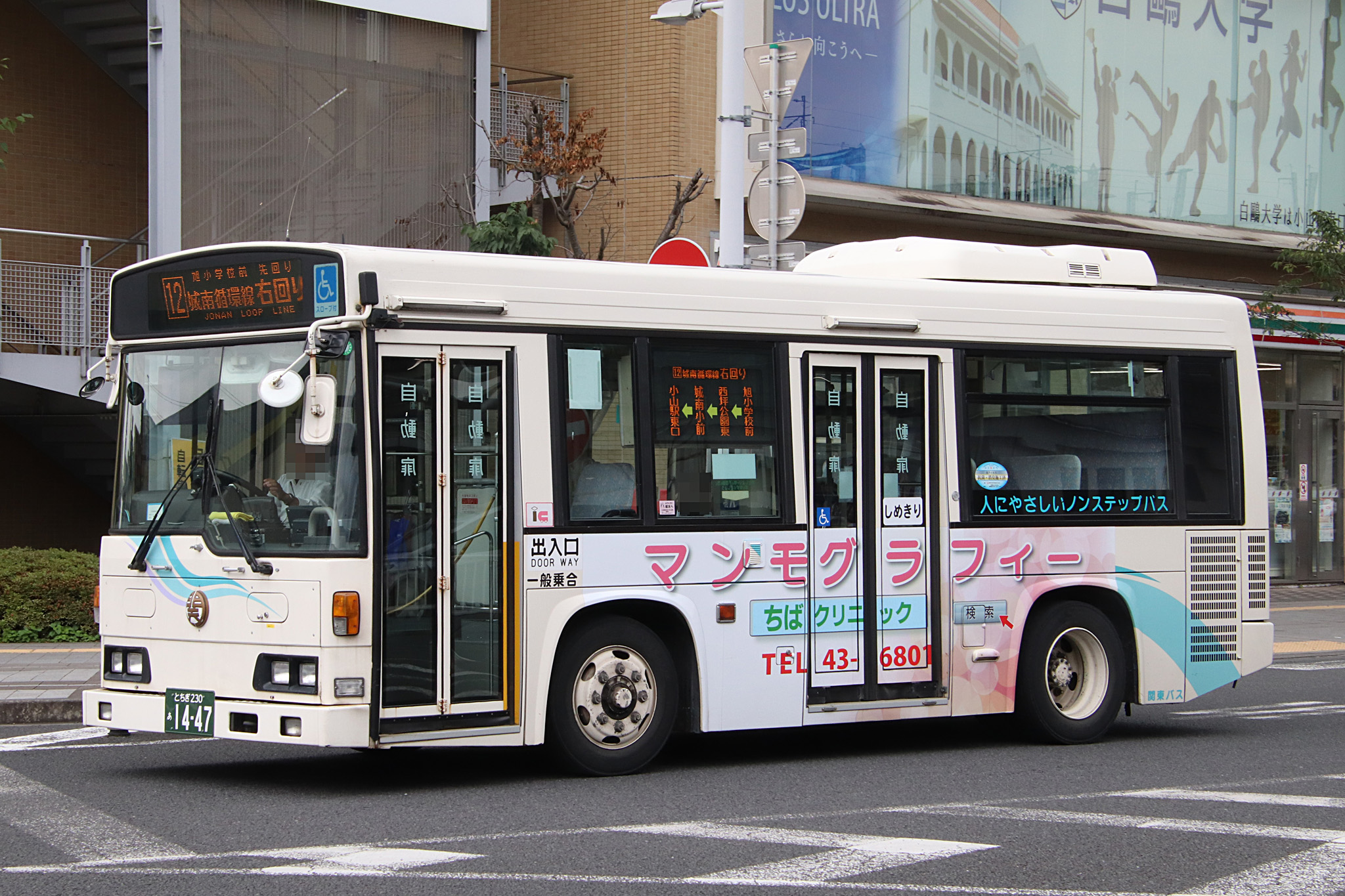
11・12.城南循環線
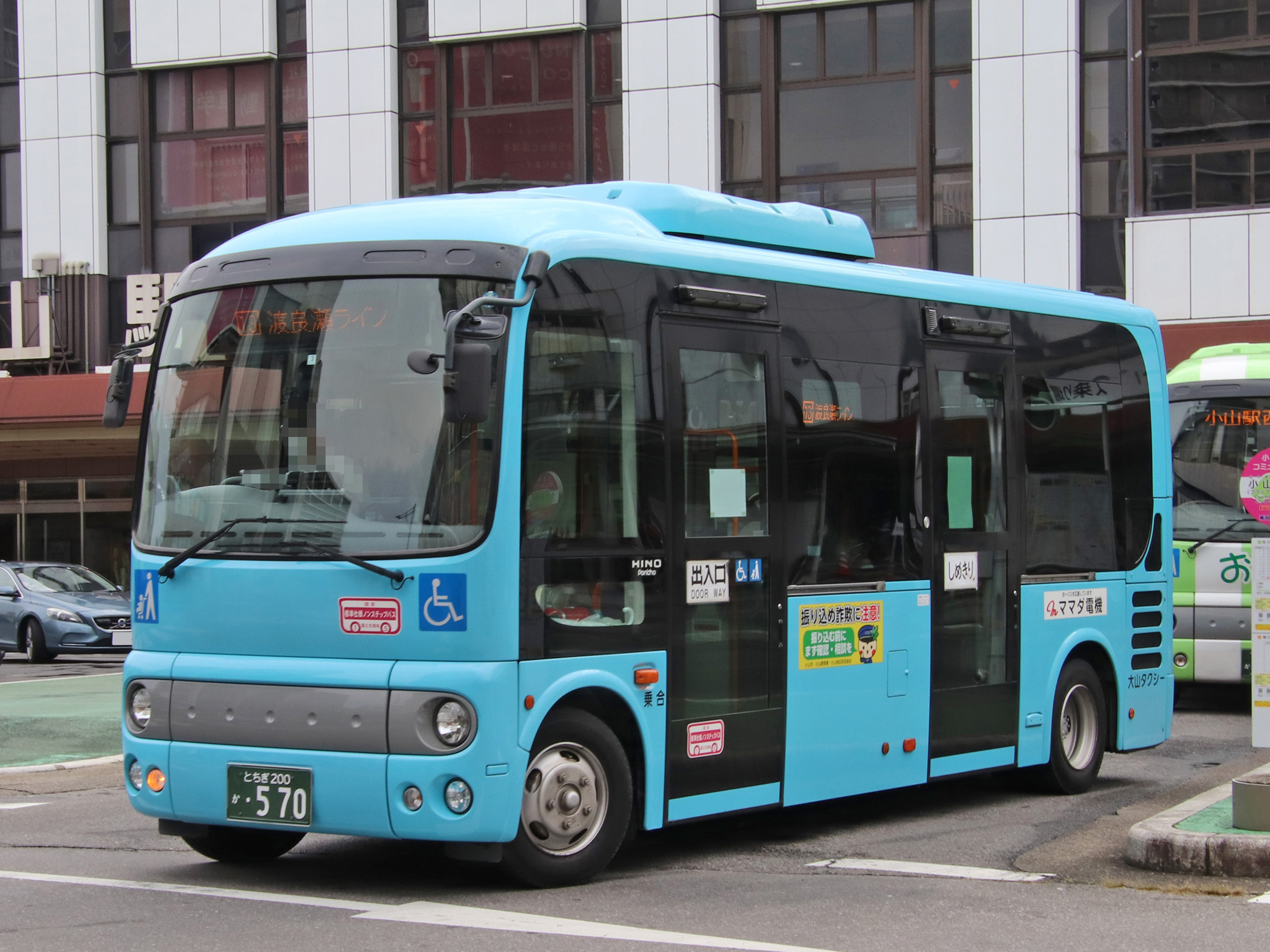
13.渡良瀬ライン
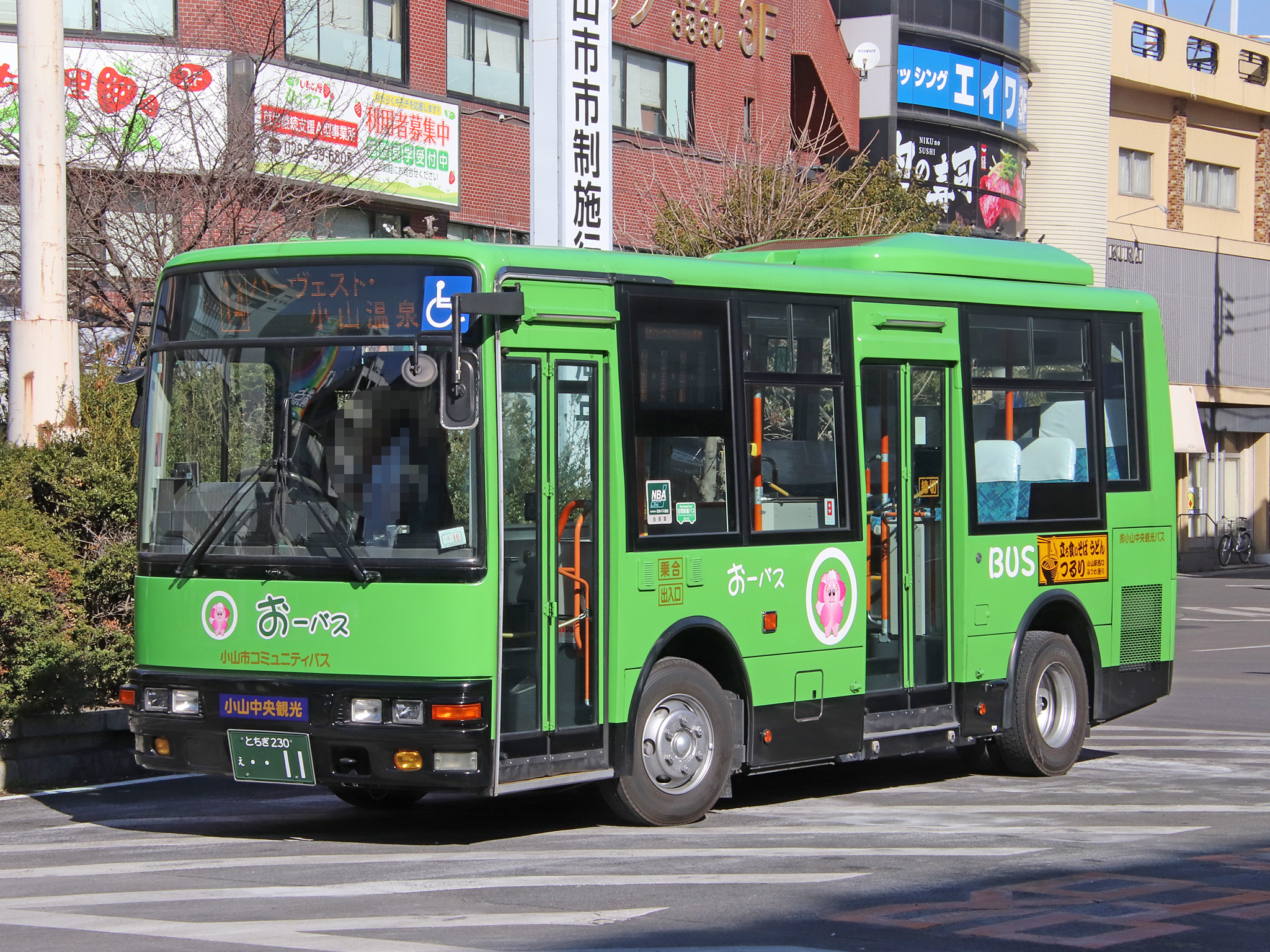
14.ハーヴェストウォーク線
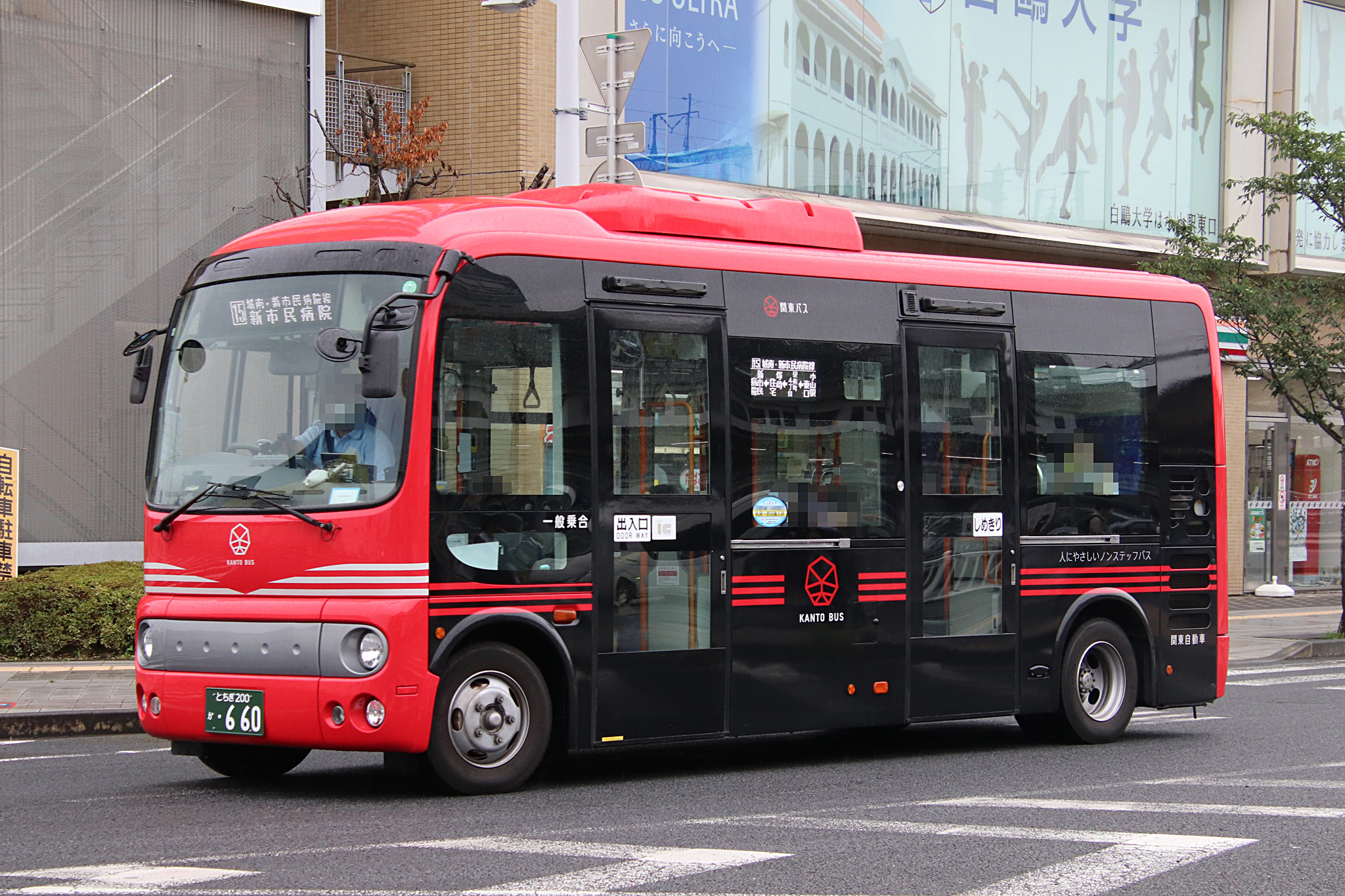
15.城南・新市民病院線

### デマンドバス
- 桑絹エリア
- 大谷南部・間々田東部エリア
- 豊田エリア
- 中・穂積エリア
- 寒川・生井エリア

大山タクシーが全エリアを受託。